# Torre dei Ramponi
La Torre dei Ramponi è una delle circa 20 torri gentilizie ancora esistenti nel centro storico della città di Bologna.

## Struttura
Costruita nel 1120 o nel 1121, è alta circa 25 metri e si trova nella centralissima via Rizzoli, all'angolo con via Fossalta. Si innalza al di sopra dell'edificio nel quale è inglobata, ma è stata pesantemente rimaneggiata e tinteggiata, così da essere quasi indistinguibile. Già nel 1765 una ristrutturazione privò la base della torre di una parte dei blocchi di selenite e la cima fu trasformata in altana. Nel 1827, alla base, fu aperto un negozio di barbiere, poi il locale ospitò per lungo tempo una libreria e oggi accoglie un punto vendita di accessori di una nota marca italiana di abbigliamento.

## Storia
I Ramponi furono una tra le più illustri e potenti famiglie bolognesi del medioevo, anche se oggi non resta più nulla che ne attesti il prestigio. Quasi certamente possedevano un'altra torre, non distante da quella attualmente esistente. Di parte guelfa, tra le loro file annoverarono un vescovo (Francesco), vari consoli e podestà (di Siena, Padova e Milano), cavalieri e uomini d'arme e, soprattutto, insigni maestri universitari. Tra gli altri Francesco di Raimondo, che insegnò diritto attorno alla seconda metà del '300 e che partecipò intensamente alla vita politica e a numerose missioni diplomatiche per conto di vari Papi, nonostante la gotta che lo afflisse per più di 35 anni. I Ramponi si estinsero alla metà del XVII secolo.